# Enoch Seeman (starszy)
Enoch Seeman (starszy) (ur. 1661 w Gdańsku, data śmierci nieznana) – polski malarz portrecista pochodzenia holenderskiego.
Jego ojcem był potomek flamandzkich menonitów, malarz Issac Seeman (1640-1730) twórca akwafort i miedziorytów. Enoch przerósł umiejętności swojego ojca, sztuki malarskiej uczył się w pracowni swojego brata Isaaca w Elblągu, a następnie odbył podróże artystyczne. W 1680 powrócił do Elbląga, gdzie został przyjęty do zgromadzenia menonitów. W 1683 zamieszkał w Gdańsku, 5 grudnia tego samego roku poślubił Susannę Ordonn, z którą miał siedmioro dzieci. Po przedstawieniu swoich prac malarskich został wyzwolony na artystę malarza i otrzymał pozwolenie na tworzenie portretów poza gildią oraz udzielanie lekcji rysunku i malarstwa. Pomiędzy 1683 a 1698 był malarzem miejskim, popadł w konflikt z Georgiem Hansenem, który był starszym zboru. Zarzucił on Enochowi Seemanowi, że będąc malarzem miejskim (pejzażystą) nadal maluje portrety. Seeman odrzucił oskarżenia wskazując, że wielu artystów pejzażystów tworzy szyldy sklepowe również bez pozwoleń, co nie wzbudza niczyich podejrzeń. Sprawa początkowo nie została rozstrzygnięta, a Enoch Seeman nadal malował zarówno widoki miejskie, jak i portrety. Dopiero w 1697 po ukazaniu się publikacji „Offenbahrung und Bestraffung des Gergen Hansens Thorheit” starszy zboru nałożył na niego zakaz uprawiania malarstwa portretowego i cenzurę jego działalności malarskiej. Na znak protestu Enoch Seeman porzucił funkcję malarza miejskiego i wyjechał do Warszawy, gdzie służył na dworze królewskim Augusta II Mocnego. W 1704 wyjechał do Londynu razem z synem Enochem, dalszy jego los jest nieznany.